# Sōsaku-hanga
Sōsaku-hanga (創作版画?, "stampe creative") è stato un movimento artistico sorto in Giappone all'inizio del XX secolo principalmente nell’ambito della silografia. Elemento di base del movimento era la visione dell’artista quale unico creatore di un’opera e la stampa espressione dell’intento artistico del solo autore. Contrariamente infatti alla pratica tradizionale e al movimento contemporaneo dello  shin-hanga ("nuove stampe") che manteneva e promuoveva il sistema collaborativo in uso in Giappone dell’ukiyo-e, fondato sul contributo professionale di differenti figure (disegnatore, incisore,  stampatore e editore), in una sorta di divisione del lavoro,  il movimento Sōsaku-hanga sosteneva il principio che la stampa artistica dovesse essere completamente realizzata in autonomia dall’artista in tutte le sue fasi, dall’ideazione e disegno, all’incisione sulla tavola di legno fino alla inchiostratura della matrice e alla successiva stampa su carta o altro supporto. 

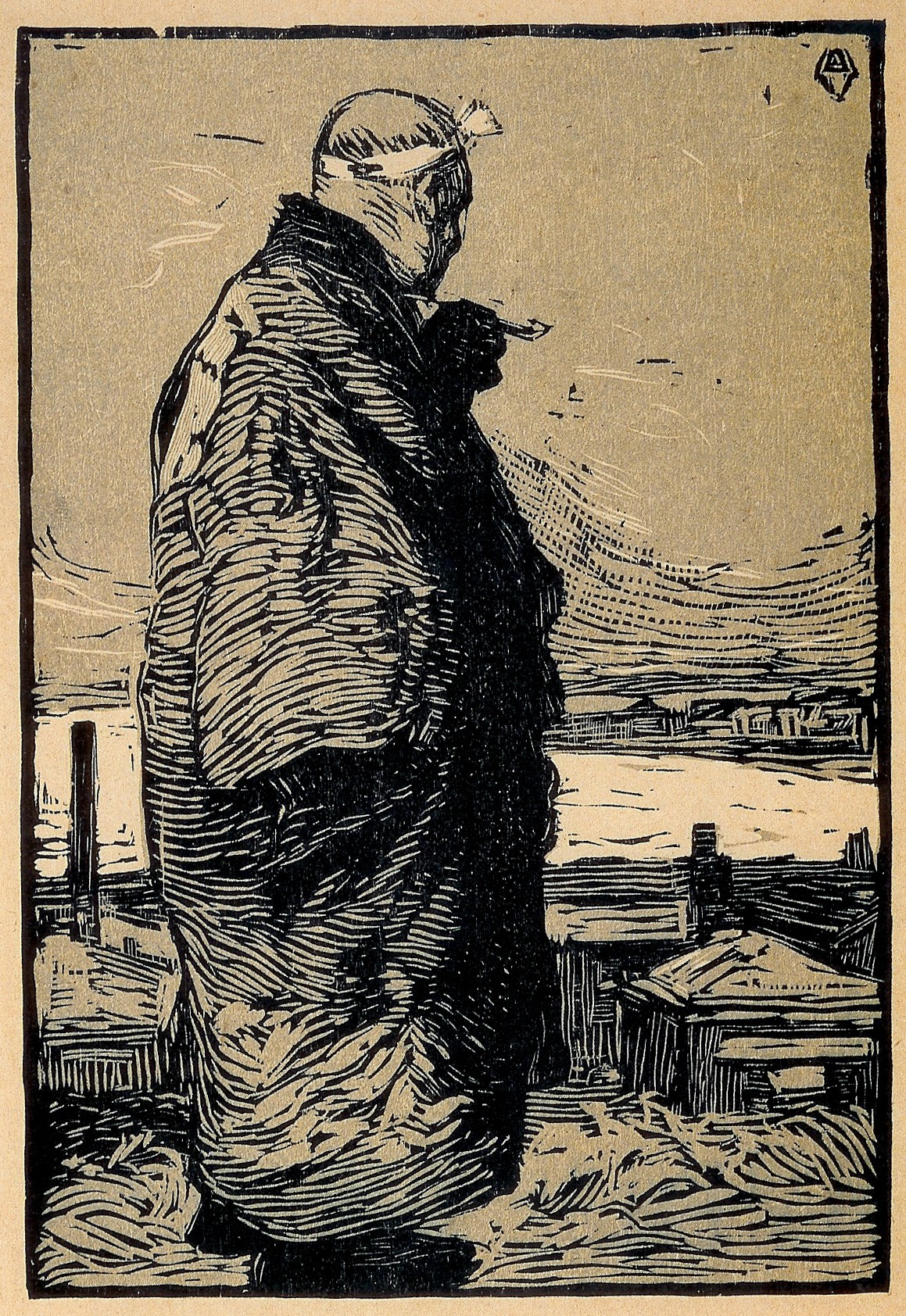
Il pescatore di Kanae Yamamoto (1904)

Occorre tenere conto che ciascuna delle fasi della realizzazione di una silografia ha un grande apporto all’esito finale,  sia in relazione alle capacità tecniche sia alle abilità artistiche e creative, per esempio l’interpretazione sulla profondità e spessore del tratto di incisione e soprattutto le variazioni di intensità e gradazione di tono dei colori nell’operazione di stampa.

## Origini e prima fase
Il principio della realizzazione delle stampe in proprio divenne principio fondante del movimento artistico Sōsaku-hanga che si affermò, unitamente ad altre correnti pittoriche e artistiche, nel Giappone nella prima metà del XX secolo ed ebbe grandi riconoscimenti nei primi anni del dopoguerra.  Fu una delle tante manifestazioni di rinnovamento a seguito del processo di modernizzazione che si diffuse nel primo decennio del XX secolo, rinnovamento orientato all’affermazione della libertà espressiva dell’artista sia nel campo delle arti visive che in quello letterario. Ciò che principalmente perseguivano gli artisti era il completo controllo del processo di realizzazione dell’opera.
Le opere della prima fase sono generalmente silografie di piccole dimensioni, destinate ad essere esaminate direttamente in mano piuttosto che esposte in gallerie d’arte; in generale, soprattutto all’inizio del movimento, le stampe erano destinate alla pubblicazione su riviste letterarie piuttosto che intese a partecipare a mostre o vendute per esposizione a parete.
La nascita del movimento  Sōsaku-hanga  è individuata nella piccola silografia intitolata Il pescatore realizzata da Kanae Yamamoto (1882–1946) che fu autoprodotta dal disegno, all’incisione della tavola di legno e stampa a cura dell’artista secondo le prassi del movimento. La piccola silografia fu realizzata nel 1904; rappresenta un pescatore, in abiti cerimoniali per ringraziamento di una buona pesca, che guarda verso la baia.
All’epoca la silografia era considerata una tecnica vecchia e ormai superata. Utilizzata per riprodurre al tratto disegni e opere pittoriche, era stata accantonata in favore dei processi fotomeccanici, mentre le stampe silografiche in stile Ukiyo-e piuttosto che opere d’arte erano sempre state considerate in Giappone prodotti per il consumo di massa all’opposto della visione europea che nella fase di massima affermazione del giapponismo guardava all'ukiyo-e quale espressione artistica di rilievo. 
Il merito di Kanae Yamamoto è stato quello di utilizzare la tecnica silografica in modo innovativo valorizzando la forza espressiva di linee incise ampie, realizzate con sgorbie a punta stondata normalmente utilizzate per i soli sfondi.
La stampa del Pescatore fu riprodotta nella rivista Myōjō con una nota descrittiva di Ishii Hakutei,  che sottolineava il cambio di valore della silografia: da tecnica di mera riproduzione a tecnica con finalità creative e artistiche. 

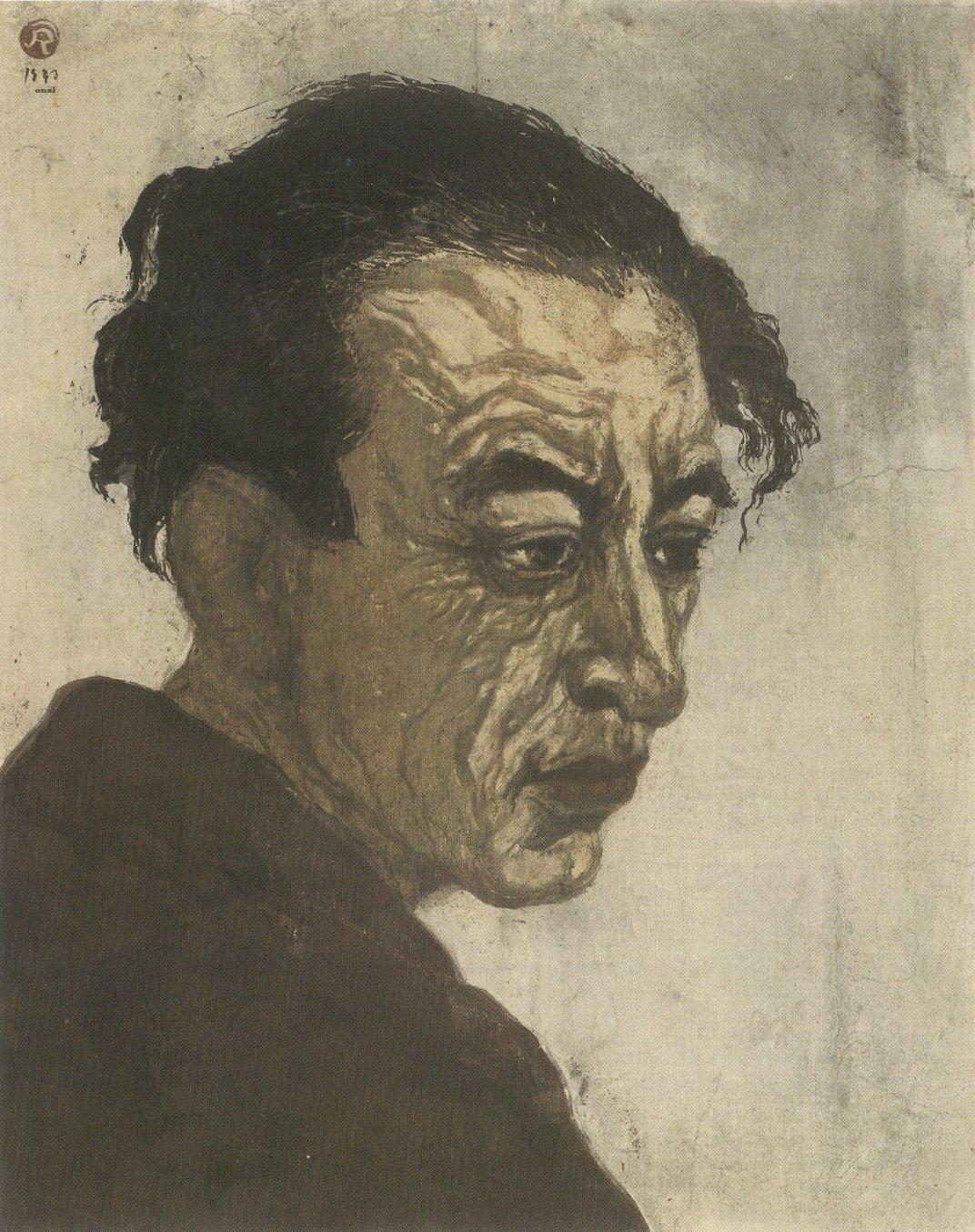
Ritratto di Hagiwara Sakutarô (Onchi Kôshirô, 1943) – Museo nazionale d’Arte moderna (Tokyo)

Per dare visibilità agli artisti negli stessi anni furono fondate numerose riviste dedicate all’arte silografica, spesso pubblicate per brevi periodi:  Heitan fu fondata nel 1905 e cessò la pubblicazione nel 1906. Nel 1907 fu fondato il mensile Hōsun a cura di Hakutei Ishii, Kanae Yamamoto e Morita Tsunetomo, rivista elegante su carta di qualità,  in formato più grande di quello normalmente in uso e illustrata a colori e in bianco e nero.
Nei primi anni della sua affermazione, il movimento  sōsaku-hanga , come altri movimenti artistici quali lo  shin-hanga , il futurismo e le correnti Hanga in generale,  non raggiunse in Giappone il riconoscimento ottenuto dalla pittura di influsso occidentale in particolare la pittura a olio rappresentato dallo yōga.
Hanga, la stampa nelle varie tecniche dalla silografia alla litografia e incisione, continuava ad essere considerato piuttosto un prodotto artigianale, una forma d’arte minore, destinata alla diffusione popolare e quindi inferiore alla pittura e alla scultura.
Per gli artisti del movimento sōsaku-hanga era quasi impossibile sostenersi con la sola attività della silografia d’arte. Molti di loro, come Onchi Kōshirō, considerato anche come il fondatore del movimento della silografia creativa, erano anche illustratori di libri e scultori del legno. 
Fu solamente nel 1927 che le stampe, di questa e di altre correnti, furono ammesse alle esposizioni ufficiali del Teiten (poi Bunten) e nel 1935 si acconsentì a corsi extracurricolari di hanga nell’ambito dei percorsi accademici.

## Gli anni del periodo bellico
Gli anni tra il 1939 e il 1945 sono stati anni cruciali per il movimento della stampa creativa. 
L’Associazione del primo giovedì Ichimoku-shū che si dedicò a rivitalizzare la conoscenza e diffusione della stampa giapponese, fu costituita nel 1939 da gruppi di intellettuali e artisti che si incontravano da Kōshirō Onchi a Tokyo. I membri si riunivano una volta al mese per discutere vari argomenti inerenti alla stampa silografica. Tra i primi aderenti ci furono Gen Yamaguchi (1896–1976) e Jun'ichirō Sekino (1914–1988).  L’associazione avviò, a partire dal 1944, una collezione di stampe dei membri per la condivisione e circolazione interna. Questa associazione e le sue pubblicazioni fornirono una occasione di aggregazione e di scambio culturale durante i difficili anni della guerra quando le risorse erano scarse e la censura molto severa. 

## Sosaku-hanga negli anni del dopoguerra

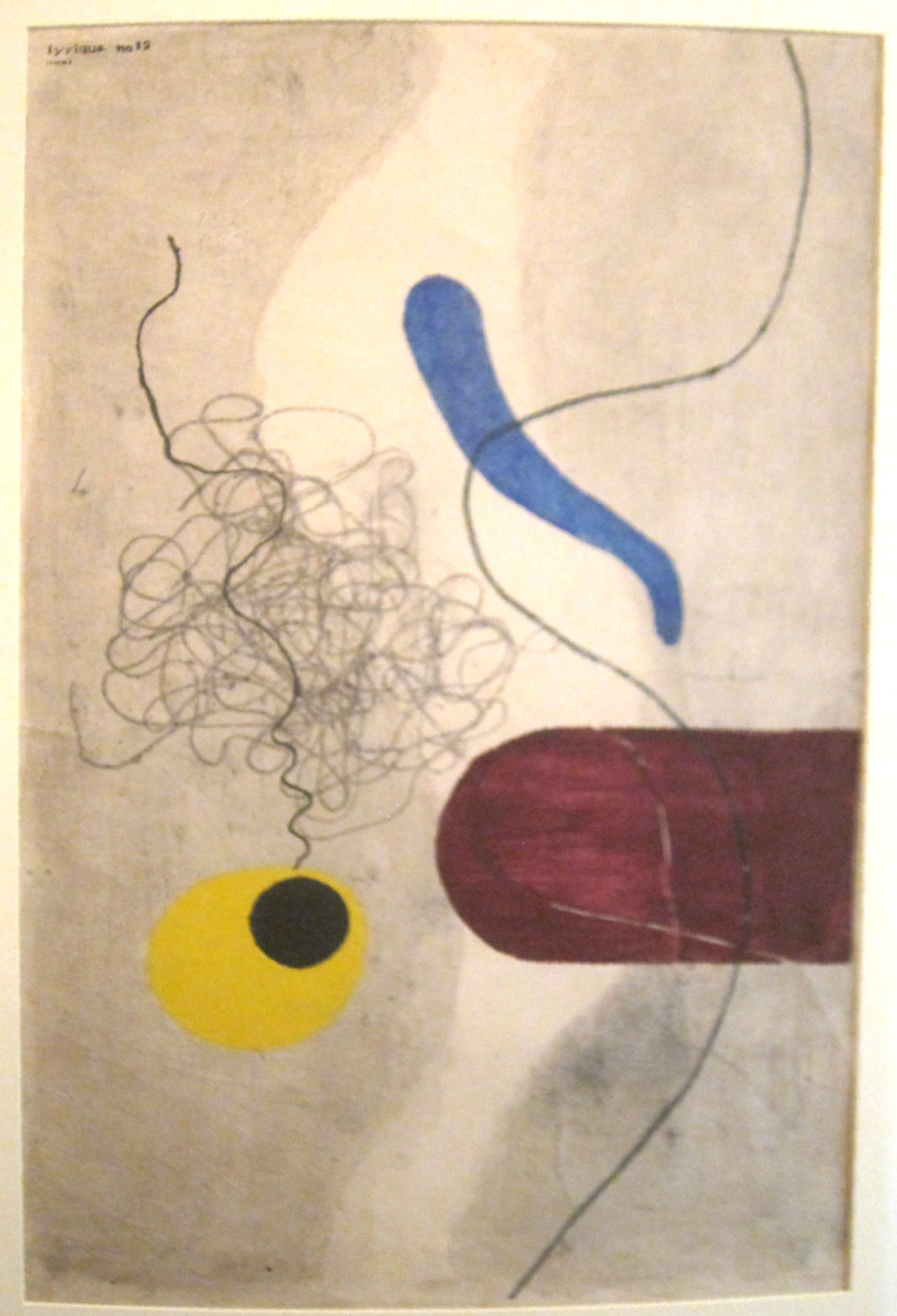
Lirica n. 12 – Incerta speranza, 1951 - Kōshirō Onchi

La rinascita della stampa giapponese coincise con la rinascita del Giappone dopo la seconda guerra mondiale.  Un contributo fu dato durante l’occupazione americana del Giappone  dai soldati americani presenti sul territorio (quasi mezzo milione di unità) e le loro famiglie che compravano e collezionavano stampe giapponesi come souvenir,  realizzate nell’ambito sia dello shin-hanga sia del sōsaku-hanga;  sostenendo così numerosi artisti e facendo conoscere all’estero le loro opere.
Uno dei temi dei primi anni dopo la guerra è naturalmente la distruzione e il paesaggio. Kōshirō Onchi dedica alla città di Tokyo la stampa “Le rovine”. Kitaoka Fumio, soldato in Manciuria, racconta in una serie di stampe “Viaggio al paese natio” le difficoltà riscontrate e le peripezie per rientrare dopo il collasso dell’impero coloniale..
Evidenza della considerazione internazionale che il movimento aveva faticosamente ottenuto fu per esempio la partecipazione alla Biennale d’arte di San Paolo del 1951 dove entrambi i vincitori della manifestazione furono giapponesi: Komai Tetsurō e Kiyoshi Saitō;  cinque anni dopo Munakata Shikō  viene premiato alla Biennale di Venezia. Molti artisti giapponesi vengono invitati negli Stati Uniti per presentare relazioni a convegni o insegnare nei corsi universitari:   Munakata Shikō, Kitaoka Fumio, Hiratsuka Unichi . 
Nel 1965 è ancora un giapponese ad essere premiato alla Biennale di Venezia: Ikeda Masuo. 
Questi erano artisti che si erano affermati anche nella pittura di stile giapponese nihonga, nella pittura di influsso occidentale yōga, nonché nella scultura e nei movimenti artistici di avanguardia. Altri artisti sōsaku-hanga quali Kōshirō Onchi (1891–1955), Un'ichi Hiratsuka (1895–1997), Sadao Watanabe (1913–1996) e Maki Haku (1924–2000) sono ben conosciuti negli ambienti artistici occidentali. 
Attorno al 1950, l’astrattismo divenne un filone del movimento per la stampa creativa. Le stampe giapponesi erano percepite come punto di incontro tra cultura e arte occidentale e orientale.  Artisti come Onchi Kōshirō, sin dall’inizio della propria attività avevano dimostrato interesse per l’arte astratta, dopo la guerra si dedicarono esclusivamente all’astratto (l’arte astratta era stata bandita dal governo militare durante la guerra). Inoltre, l'influenza dell'espressionismo europeo contribuì significativamente allo sviluppo del Sōsaku-hanga, arricchendolo di nuove tecniche e prospettive. Questa interazione con l'arte europea ha permesso agli artisti del Sōsaku-hanga di esplorare temi di espressione personale e sperimentazione. Ad esempio, Onchi Kōshirō ha integrato l'uso di colori vivaci e pennellate dinamiche tipiche dell'espressionismo per esprimere emozioni interiori e stati d'animo complessi.

## Stampe contemporanee
Le stampe giapponesi contemporanee presentano un’ampia varietà di temi e di stili. 
Tetsuya Noda (1940-) utilizza anche la fotografia per rappresentare una sorta di quotidianità attraverso la forma di diario fotografico. 
Artisti quali Maki Haku (1924–2000) e Tōkō Shinoda (1913- )  sperimentano una sintesi di   calligrafia e disegno astratto per la realizzazione di immagini di grande eleganza. Sadao Watanabe opera nella tradizione del mingei (arte popolare) sintetizzando ritratti di personaggi del Buddismo e del Cristianesimo.
A partire dal 1960 circa il confine tra arte e produzione commerciale di massa si fa via via indistinta. 

## Artisti di rilievo
- Kitaoka Fumio
- Hajime Namiki
- Yamaguchi Gen
- Maki Haku
- Tajima Hiroyuki
- Yoshida Hodaka
- Sekino Junichirō
- Kanae Yamamoto

- Saitō Kiyoshi
- Kōshirō Onchi
- Masao Maeda
- Toshirō Maeda
- Matsubara Naoko
- Watanabe Sadao
- Kihei Sasajima
- Maekawa Sempan
- Munakata Shikō

- Itow Takumi
- Shinagawa Takumi
- Noda Tetsuya
- Tōkō Shinoda
- Tomikichirō Tokuriki
- Yoshida Tōshi
- Azechi Umetarō
- Hiratsuka Unichi
- Kobashi Yasuhide
- Mori Yoshitoshi